# Piazza Cavour (Roma)
Piazza Cavour è una piazza posta tra piazza Adriana e via Triboniano, a Roma, nel rione Prati.
Dedicata allo statista piemontese Camillo Benso, conte di Cavour, è situata in un'area un tempo parzialmente occupata dai prata Neronis, da cui prende nome l'intero rione. 
Nel giardino centrale, realizzato tra il 1895 e il 1911 da Nicodemo Severi,
si erge un monumento dedicato allo statista: una statua bronzea su basamento con piattaforma in granito e un piedistallo in marmo,
circondata da allegorie dell'Italia e di Roma, del Pensiero e dell'Azione.
L'opera, ideata da Stefano Galletti, fu iniziata nel 1885 e completata nel 1895, dieci anni dopo la posa della prima pietra.

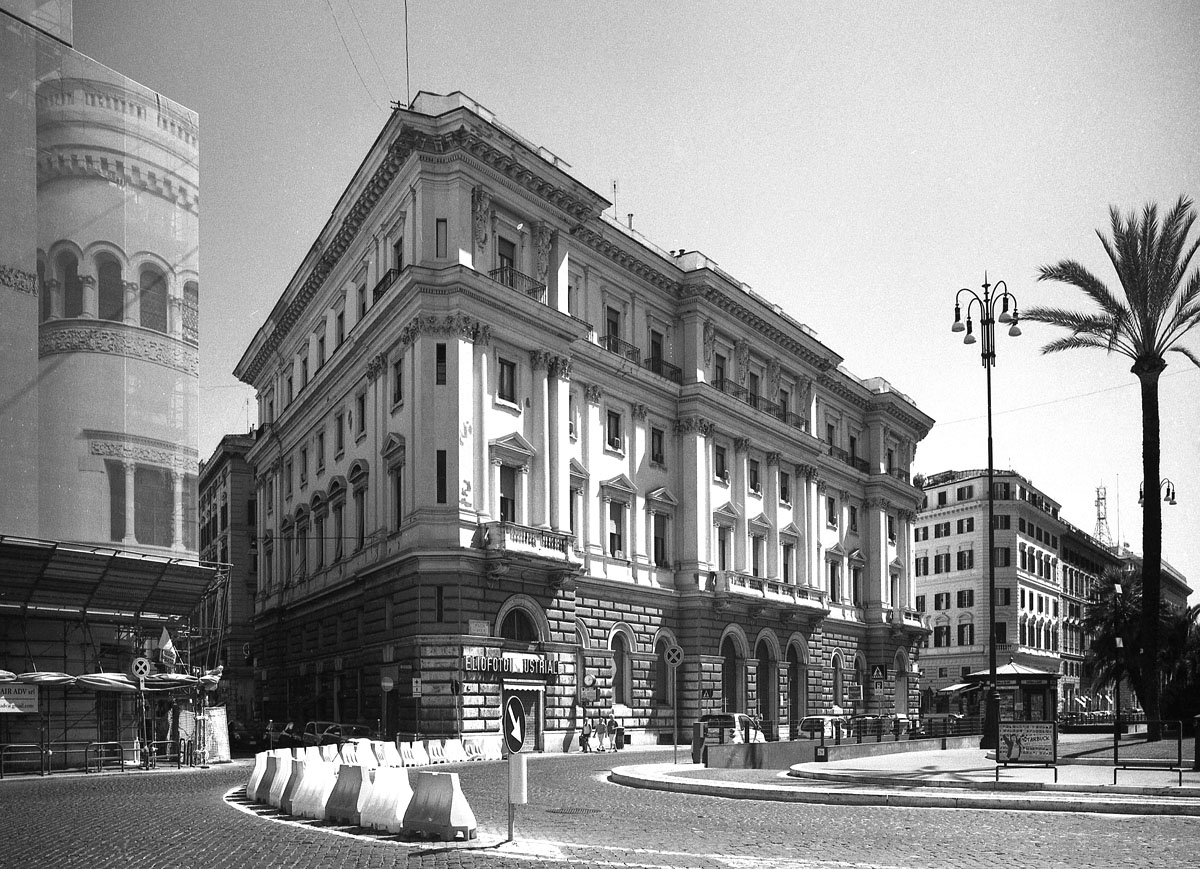
Palazzo De Parente di Gaetano Koch (1887)

Nella piazza si affacciano una chiesa evangelica valdese, sede della comunità dei fedeli romani e della Facoltà teologica, il Palazzo De Parente di Gaetano Koch e il Cinema-Teatro Adriano; sulla piazza è rivolto anche il lato posteriore del Palazzaccio, il palazzo di Giustizia di Roma, opera imponente dell'architetto Guglielmo Calderini, realizzata negli anni 1889-1910.
Nel 2004 iniziò il primo cantiere che fu interrotto da ritrovamenti archeologici e problemi burocratici. Nel febbraio 2010 fu riaperto.
Il 26 gennaio 2012, in concomitanza con l'apertura dell'anno giudiziario, sono terminati i lavori di restauro con la realizzazione di un'area pedonale davanti al Palazzaccio e il rifacimento del giardino centrale. L'area pedonale è stata estesa a circa 14 000 metri quadri e si rifà al progetto originale di Nicodemo Severi. La pavimentazione è in porfido e travertino. L'elegante giardino realizzato nel 1910 è ornato da piante di oleandro e di alloro e numerosi esemplari di palme, acquisite dal comune di Ventimiglia.
La nuova viabilità della piazza e della zona circostante è stata studiata per migliorare il trasporto pubblico, alleggerendo quello privato.